# Hermenegildo Galeana (Schiff)
Die Hermenegildo Galeana war eine Fregatte der Bronstein-Klasse der mexikanischen Marine, die von 1993 bis 2017 in Dienst stand. Vorher stand das Schiff von 1963 bis 1990 als Bronstein im Dienst der US-amerikanischen Marine.

## Geschichte

### Bau
Der Bauauftrag für die spätere Hermenegildo Galeana wurde als USS Bronstein (DE-1037) am 13. Juni 1960, als Geleitzerstörer und Typschiff der gleichnamigen Klasse, der US-amerikanischen Marine vergeben. Das Schiff wurde am 16. Mai 1961 bei der Avondale Shipyard in Westwego im US-Bundesstadt Louisiana auf Kiel gelegt. Der Stapellauf erfolgte am 31. März 1962 und die Indienststellung am 16. Juni 1963, unter dem Kommando von Lieutenant-Commander Stanley T. Counts in der Charleston Naval Shipyard.
Benannt war das Schiff zu diesem Zeitpunkt nach Lieutenant (Junior Grade) Ben Richard Bronstein, einem Offizier der Marine, dessen Schiff während des Zweiten Weltkriegs von einem deutschen U-Boot versenkt wurde. Sie war die zweite Einheit dieses Namens in der US-amerikanischen Marine.

### Einsatzgeschichte

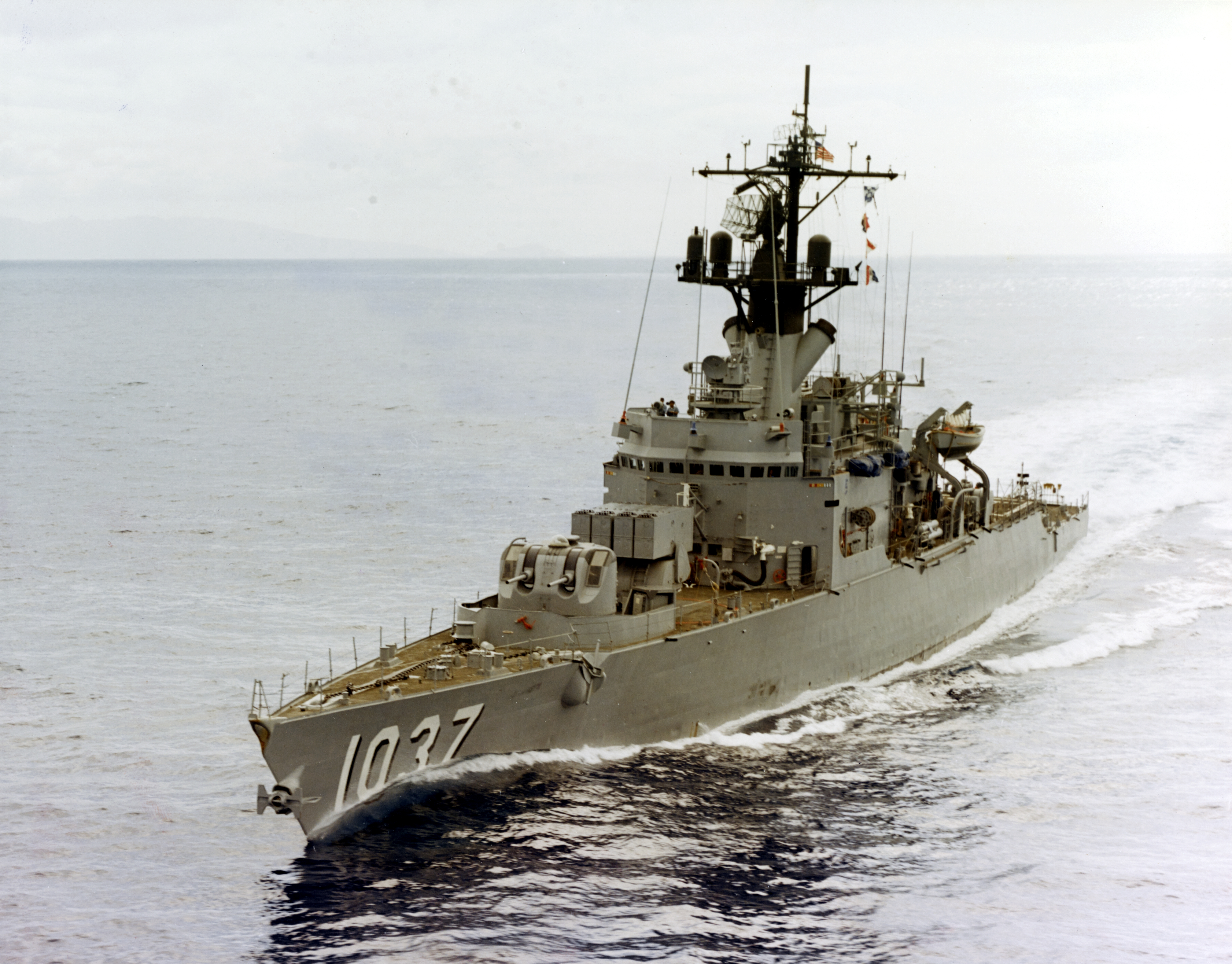
USS Bronstein (DE-1037) im August 1972.

Die ersten fünf Jahre verbrachte sie in der Pazifikflotte, sie war in San Diego stationiert. Sie operierte bis 1965 zumeist im Ostpazifik, ab 1966 auch im Westpazifik. 1967 wurde die Bronstein nach Long Beach, Kalifornien verlegt, wo sie das erste Mal überholt wurde. Im Herbst 1972 lief sie wieder zu Einsätzen aus, sie operiert zusammen mit der America und der Midway vor der vietnamesischen Küste. 1973 erhielt sie während eines Werftaufenthaltes ihr Schleppsonar, im Anschluss wurde sie der Trägerkampfgruppe der Kitty Hawk zugeteilt. Nach einem weiteren Westpazifikeinsatz 1975 und der Beteiligung an der Evakuierung von Saigon wurde die Bronstein 1976 erneut überholt und zur Fregatte (FF) umklassifiziert. Bis zur Entfernung des Schleppsonars 1984 operierte sie weiterhin im Westpazifik, Ende der achtziger Jahre dann zumeist vor der amerikanischen  Küste im Rahmen von Unterstützungseinsätzen für die US Coast Guard. Am 13. Dezember 1990 wurde sie, einen Tag vor ihrem Schwesterschiff McCloy, außer Dienst gestellt und der Reserveflotte in Pearl Harbor zugeteilt.
Am 12. November 1993 erfolgte der Verkauf an Mexiko, wo sie bis 2017 als Hermenegildo Galeana (F202) im Dienst der Armada de México stand.